# Treize-Vents
Treize-Vents – miejscowość i gmina we Francji, w regionie Kraj Loary, w departamencie Wandea.
Według danych na rok 1990 gminę zamieszkiwały 1 024 osoby, a gęstość zaludnienia wynosiła 54 osób/km² (wśród 1504 gmin Kraju Loary Treize-Vents plasuje się na 567. miejscu pod względem liczby ludności, natomiast pod względem powierzchni na miejscu 594.).